# 洛赖
洛赖（法語：Loray，法語發音：[lɔʁɛ]）是法国杜省的一个市镇，位于该省中部，属于蓬塔利耶区。

## 地理
洛赖（47°9'11"N, 6°29'44"E）面积14.39 平方千米，位于法国勃艮第-弗朗什-孔泰大區杜省，该省份为法国东部内陆省份，北起上索恩省，西接汝拉省，东部及东南部与瑞士接壤，东北部与贝尔福地区省接壤。
与洛赖接壤的市镇（或旧市镇、城区）包括：拉索梅特、奥尔尚韦讷、普兰布瓦韦讷、韦讷、弗朗日布什。
洛赖的时区为UTC+01:00、UTC+02:00（夏令时）。

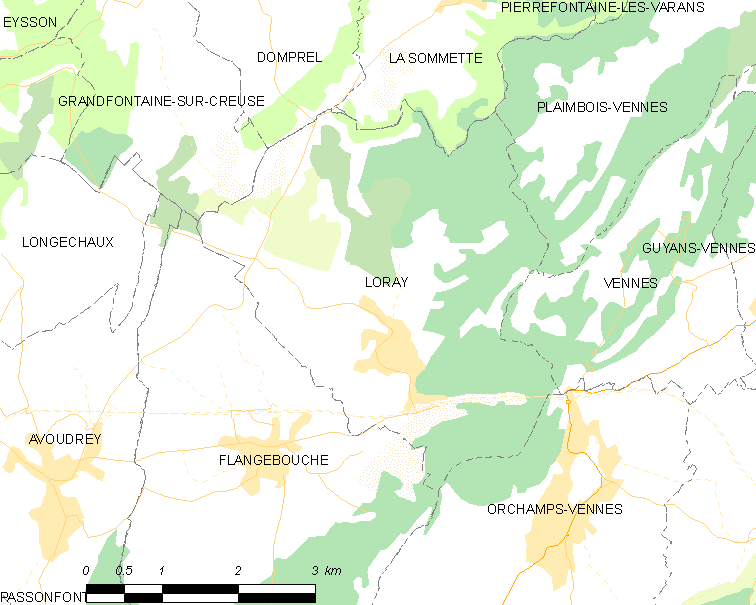
洛赖的OSM定位图

## 行政
洛赖的邮政编码为25390，INSEE市镇编码为25349。

## 政治
洛赖所属的省级选区为瓦尔达翁县。

## 交通
杜省省道D19线、D31线、D240线和D461线经过洛赖境内。

## 人口

1962-2008年间洛赖人口变化图示

洛赖于2022年1月1日时的人口数量为636人。